# Giovanni Rossi (fantino)
Giovanni Rossi detto Ministro (Bagnaia, 30 ottobre 1724 – ...) è stato un fantino italiano.
Fra i più vittoriosi del XVIII secolo e della storia del Palio di Siena in assoluto, conquistò sette successi su almeno quindici Palii disputati.

## Carriera
La prima affermazione di Ministro ebbe luogo il 2 luglio 1740 per la Lupa, seguita dal successo alla carriera del 16 agosto 1741 per l'Istrice.
Regalò quindi due vittorie all'Oca ai Palii di luglio del 1744 e del 1747: nel primo, Ministro vinse dopo aver buttato giù da cavallo il fantino torraiolo Cerrino; nel secondo, il successo fu nuovamente colto a scapito della contrada di Salicotto, grazie all'aiuto di Carnaccia, fantino panterino, che trattenne per le redini il favorito cavallo torraiolo.
La Torre, per riparare alla delusione per la sconfitta, precedette l'Oca nell'indire la "ricorsa" del 16 agosto 1747, ufficialmente promossa per celebrare la nomina di Alessandro Cervini ad arcivescovo di Siena. Di nuovo Ministro ottenne la vittoria, indossando il giubbetto del Montone.
Le ultime due vittorie di Ministro ebbero luogo nel 1749, allorché vinse sia il Palio di luglio per l'Aquila che la "ricorsa" di agosto per il Nicchio.

## Presenze al Palio di Siena
Le vittorie sono evidenziate ed indicate in neretto.
| Palio          | Contrada     | Cavallo                                | Note |
| -------------- | ------------ | -------------------------------------- | ---- |
| 2 luglio 1740  | Lupa         | Baio scuro della Posta di Buonconvento |      |
| 16 agosto 1741 | Istrice      | Baio del Concialini                    |      |
| 2 luglio 1744  | Oca          | Morello del Taja                       |      |
| 2 luglio 1747  | Oca          | Grigio di F. Belleschi                 |      |
| 16 agosto 1747 | Valdimontone | Baio di D.Bambini                      |      |
| 2 luglio 1749  | Aquila       | Crigiolato                             |      |
| 16 agosto 1749 | Nicchio      | Baio di P. Becarelli                   |      |
| 17 agosto 1752 | Pantera      | Sauro di G. Giannotti                  |      |
| 7 luglio 1754  | Valdimontone | Morello di G. Gori                     |      |
| 7 luglio 1755  | Valdimontone | Morello di G. Giannotti                |      |
| 4 luglio 1756  | Selva        | Baio di F. Ricci                       |      |
| 3 luglio 1757  | Lupa         | Baio di F. Tanzini                     |      |
| 2 luglio 1758  | Giraffa      | Sauro di G. Rabazzi                    |      |
| 16 agosto 1759 | Selva        | Grigio del Calusa                      |      |
| 2 luglio 1761  | Drago        | Sauro di F. Ricci                      |      |